# Welttag der Suizidprävention

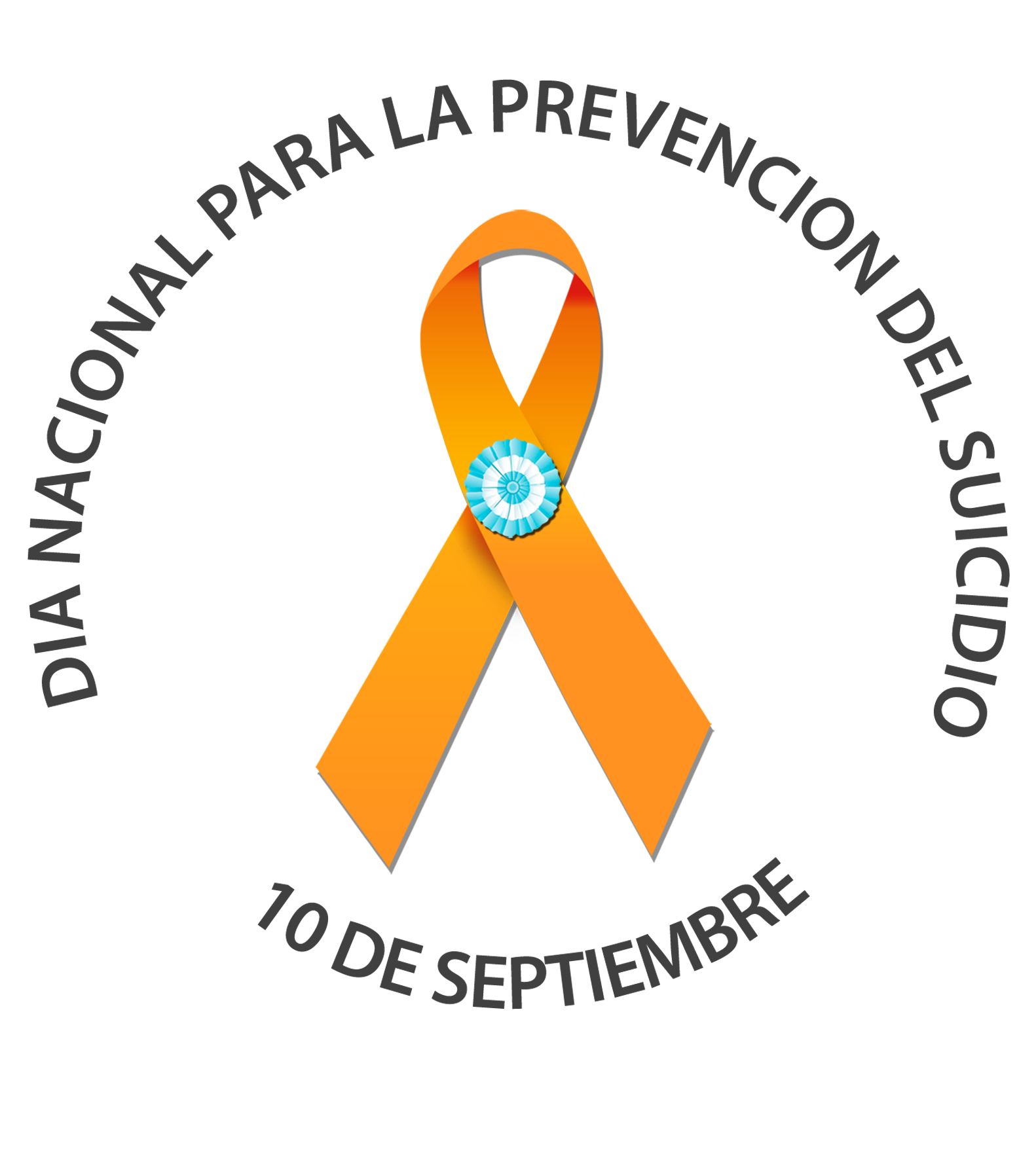
Spanisches Logo des Welttags der Suizidprävention

Die Weltgesundheitsorganisation (WHO) und die International Association for Suicide Prevention (IASP) haben 2003 erstmals den 10. September als Welttag der Suizidprävention ausgerufen. Seitdem finden jährlich an diesem Datum Veranstaltungen statt, die vorwiegend von Organisationen aus dem Gesundheitsbereich bzw. der Suizidprävention veranstaltet werden.

## Hintergrund
Die WHO begründet die Ausrufung dieses Aktionstages damit, dass Suizid eines der größten Gesundheitsprobleme der Welt darstelle. Jährlich nehmen sich rund 800.000 Menschen das Leben. Das entspricht einem Suizid alle 40 Sekunden. Das bedeutet, dass jährlich mehr Menschen durch Suizid sterben als durch alle Kriege zusammen. Nicht erfasst in den Statistiken sind die unerkannten Suizide wie zum Beispiel unklare Verkehrsunfälle, heimliches Absetzen von Medikamenten oder Essensverweigerung in Altenheimen. Fast 75 % aller Suizidverstorbenen sind männlich. Auslösende Faktoren sind oft Stress, finanzielle Probleme, schwere Erkrankungen und familiäre Konflikte.
Der Aktionstag soll die Bevölkerung dafür sensibilisieren, dass Suizid ein enormes Problem der modernen Welt darstellt. Damit könnten Warnsignale früher erkannt und Berührungsängste mit diesem Thema reduziert werden. Die Zahl von 800.000 Suiziden pro Jahr wird dabei nur als Spitze eines Eisbergs betrachtet. Denn auf jeden vollendeten Suizid kommen 20 Suizidversuche. Etwa drei von vier Fällen ereignen sich in ärmeren Staaten.
Durchschnittlich sind mindestens sechs Menschen durch einen Suizid persönlich betroffen. Falls ein Suizid in einer Schule oder an einem Arbeitsplatz vorkommt, kann er sich auf mehrere hundert Menschen auswirken.

## Aktionen

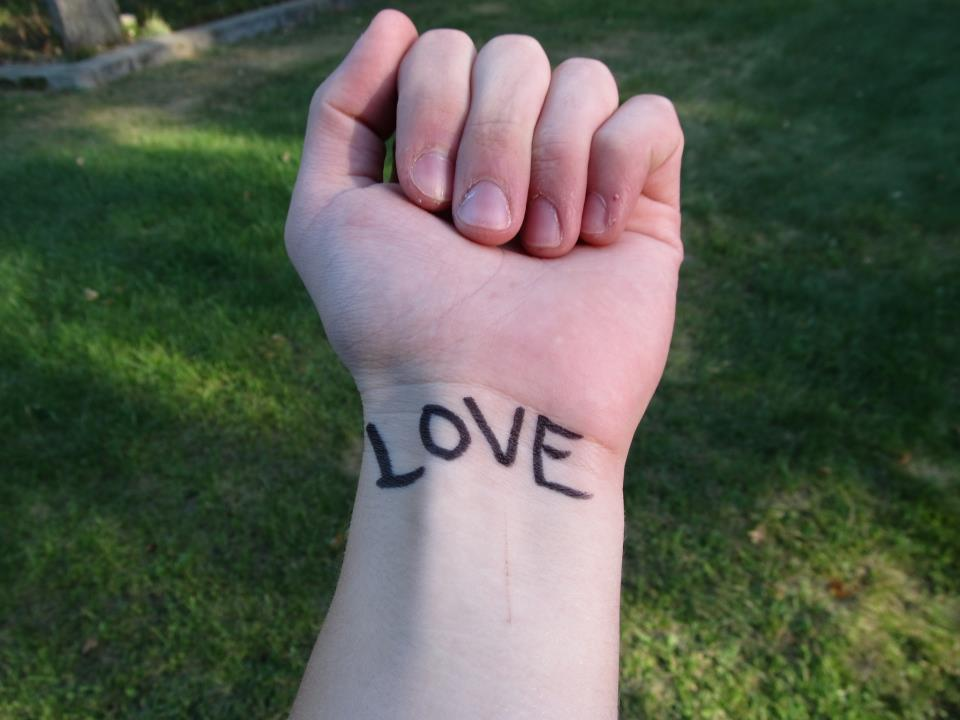
„Love“, das englische Wort für Liebe als Symbol der Suizidprävention

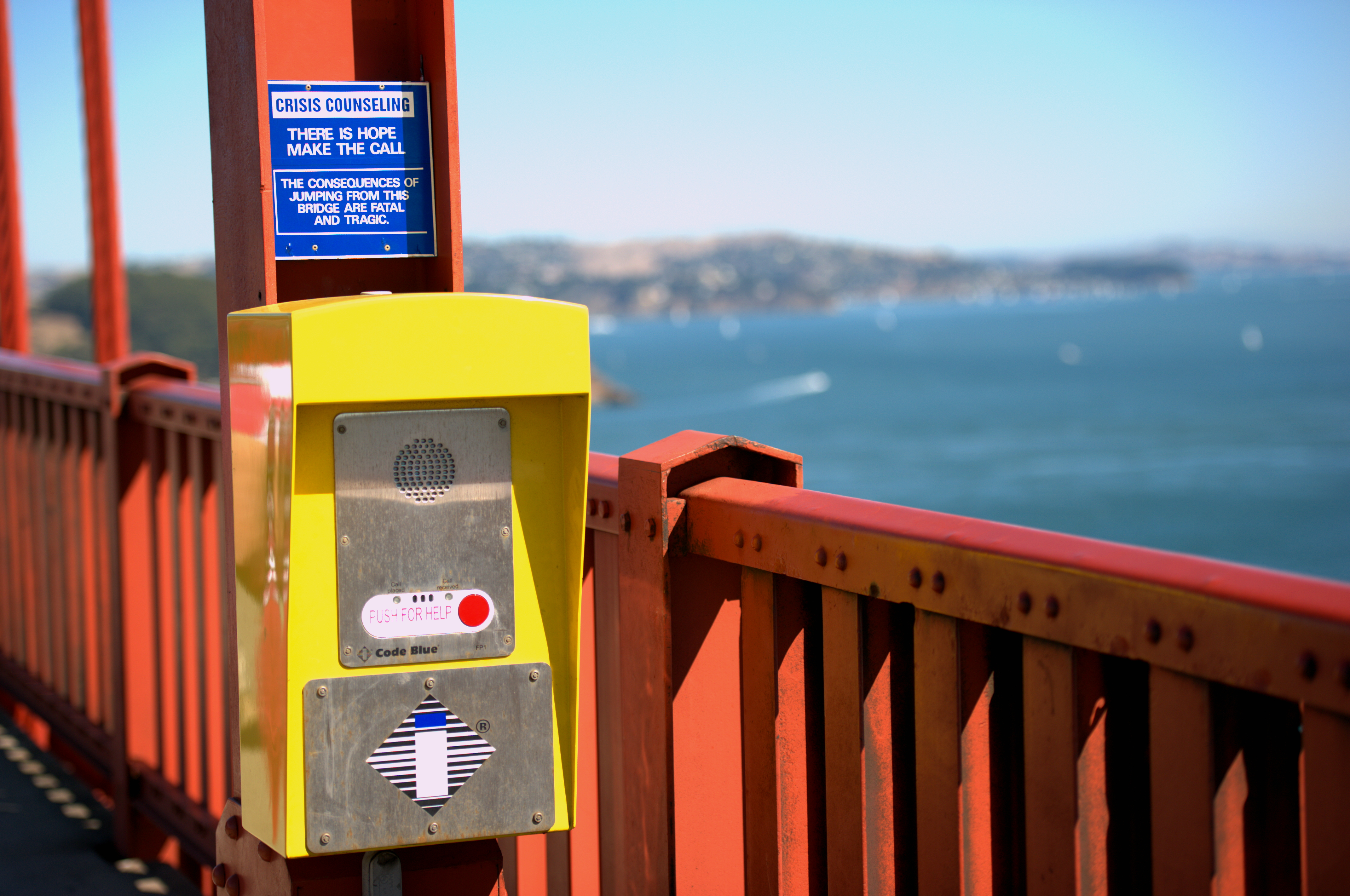
An der Golden Gate Bridge wurden Krisentelefone installiert, um Suizide zu verhindern

Als Zeichen der Anteilnahme bitten die Initiatoren darum, um 20 Uhr eine Kerze ins Fenster zu stellen. Abgesehen davon finden an verschiedenen Orten Veranstaltungen statt. So wurden am 10. September 2006 um die Gedächtniskirche in Berlin 11.000 Kerzen für das Leben entzündet. Am 10. September 2014 wurde mit einer Großaktion vor dem Brandenburger Tor auf das Tabu-Thema Suizid hingewiesen.

## Mottos
Der Gedenktag steht jedes Jahr unter einem anderen Motto. Dies sind mit ihren englischen Bezeichnungen:
- 2003 – Suicide Can Be Prevented! (Suizid kann verhindert werden!)
- 2004 – Saving Lives, Restoring Hope (Leben retten, Hoffnung wiederherstellen)
- 2005 – Prevention of Suicide is Everybody’s Business (Suizidprävention ist Jedermanns Sache.)
- 2006 – With Understanding New Hope (Mit Verständnis neue Hoffnung)
- 2007 – Suicide prevention across the Life Span (Suizidprävention über die ganze Lebenszeit)
- 2008 – Think Globally, Plan Nationally, Act Locally (Global denken, national planen, lokal handeln)
- 2009 – Suicide Prevention in Different Cultures (Suizidprävention in verschiedenen Kulturen)
- 2010 – Families, Community Systems and Suicide (Familien, Gemeinschaftssysteme und Suizid)
- 2011 – Preventing Suicide in Multicultural Societies (Suizidprävention in multikulturellen Gesellschaften)
- 2012 – Suicide Prevention across the Globe: Strengthening Protective Factors and Instilling Hope (Suizidprävention rund um den Globus: Schutzfaktoren stärken und Hoffnung geben)
- 2013 – Stigma: A Major Barrier to Suicide Prevention (Stigma: Ein wesentliches Hindernis für die Suizidprävention)
- 2014 – Light a candle near a Window (Zünde eine Kerze am Fenster an!)
- 2015 – Preventing Suicide: Reaching Out and Saving Lives (Suizidprävention: Hilfe anbieten und Leben retten)
- 2016 – Connect, Communicate, Care (Kontakt aufnehmen – offen kommunizieren – aktiv werden.)
- 2017 – Take a Minute, Change a Life (Nimm dir eine Minute, ändere ein Leben!)
- 2018–2020 – Working Together to Prevent Suicide (Hand in Hand für Suizidprävention)
- 2021–2023 – Creating Hope Through Action (Hoffnung schaffen durch Handeln)
- 2024 – Changing the narrative on suicide (Offen reden – aktiv verstehen – gesellschaftlich handeln)